# Джулі Макдоналд (плавчиня, 1970)
Джулі Макдоналд (англ. Julie McDonald, 14 березня 1970) — австралійська плавчиня.
Призерка Олімпійських Ігор 1988 року, учасниця 1992 року.
Переможниця Пантихоокеанського чемпіонату з плавання 1987 року, призерка 1989 року.
Переможниця Ігор Співдружності 1990 року, призерка 1986 року.